# LP 71-82

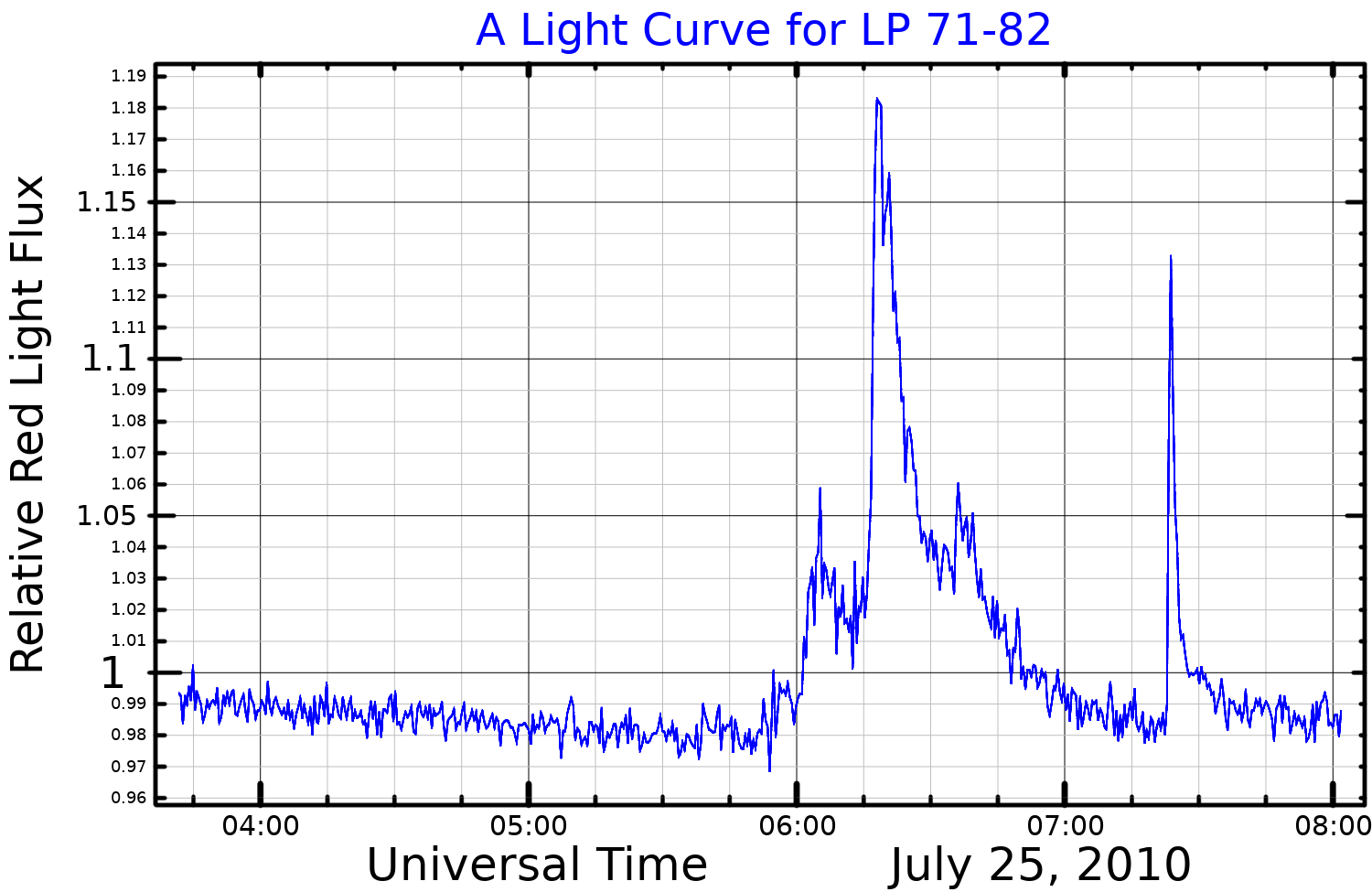
Lichtkromme van LP 71-82

LP 71-82 is een rode dwerg met een spectraalklasse van M5.0V. De ster bevindt zich 25,42 lichtjaar van de zon. Het is een vlamster.